# اولئانولیک اسید
اولئانولیک اسید (به انگلیسی: Oleanolic acid) یک ترکیب شیمیایی با شناسه پاب‌کم ۱۰۴۹۴ است. شکل ظاهری این ترکیب، زرد روشن است.